# 兵器裝備研究所
兵器裝備研究所，又稱第二零八研究所，中國兵器裝備集團旗下公司，位於中国北京市，是在1961年成立，前身為中國兵器裝備研究院。
主要業務生產军工产品、工业控制、通讯、医疗设备、电子仪器销售。直至在1999年，被中國兵器裝備集團收購，成為旗下公司一分子。

## 外部連結
- 兵器裝備研究所